# تحصیل میرپور
تحصیل میرپور (به انگلیسی: Mirpur Tehsil) یک تحصیل در پاکستان است که در کشمیر آزاد واقع شده‌است.